# هيرمان جيرهارد هيرتز
هيرمان جيرهارد هيرتز (بالألمانية: Hermann Gerhard Hertz) (و. 1922 – 1999 م) هو فيزيائي، وأستاذ جامعي من ألمانيا . ولد في هامبورغ .
توفي في كارلسروه ، عن عمر يناهز 77 عاماً.

## مناصب وهيئات
أدار معهد كارلسروه للتكنولوجيا.